# Haldi nina
Haldi nina (Haldiudden) är en udde på Dagö i västra Estland. Den ligger i Emmaste kommun i Hiiumaa (Dagö), 150 km sydväst om huvudstaden Tallinn. Den ligger vid byn Haldi på Dagös sydvästra utsida mot Östersjön, 28 km sydväst om öns administrativa centrum Kärrdal. Norr om udden breder Mardihansu laht (även kallad Hundviken) ut sig. Söderut ligger bland annat udden Nõrga nina.